# Creu de terme de la Manresana
La Creu de terme de la Manresana de Sant Ramon a la comarca de Segarra és un monumant declarat bé cultural d'interès nacional.

## Descripció
És una creu de terme a l'antic camí que venia de Cervera, acompanyada per una segona creu commemorativa de les guerres carlines.
La creu, d'estil barroc, està formada per una graonada de quatre graons de planta vuitaviat, damunt de la qual s'alça el basament, també de planta vuitaviada, amb el fust de planta quadrangular amb un rebaix a cada costat que la converteixen també en octogonal. Al capitell superior, també octogonal, hi ha un alt relleu amb diferents personatges bíblics així com l'escut heràldic de la família que en va encarregar la construcció, a dos costats. Per damunt d'aquest, hi ha la creu pròpiament dita, també amb representacions bíbliques, així a un dels costats trobem el Crist crucificat, mentre que a l'altre costat apareix la Verge, ambdós personatges acompanyats per una figura d'àngel a la part superior de la creu. Cadascun dels brancals de la creu apareixen totalment decorats amb formes circulars, propi de l'estil de l'època.
La segona creu, datada al segle xix, dins el període de les guerres carlines, té un basament quadrangular, per sobre del qual s'alça la creu, feta amb pedra d'una sola peça i sense cap element decoratiu, exceptuant una inscripció molt deteriorada al centre de la creu on ens apareix el nom del personatge a qui està dedicada i l'any al qual va ser executat.

## Història
La creu de terme és el símbol de la submissió a la voluntat de Déu i a la seva protecció. Les creus foren construïdes en època de la Reconquesta, ja que quan un poble era ocupat de nou pels cristians i se'n van expulsar els musulmans s'aixecava una creu com a senyal de la victòria cristiana. Després la creu es va convertir el «sant i senya» de la benvinguda als caminants, significant la bona acollida que trobarien al poble.
Aquesta creu va ser construïda per voluntat de Pere Ramon de Copons, complint el desig de la seva mare Leonor i segons consta en el seu testament fet el 28 de setembre de l'any 1457.
La creu erigida al costat, de dimensions més petites, data de l'any 1836, i està dedicada a Domingo Tasies, heroi del poble del Fà que morí durant la guerra entre carlins i liberals.
Aquest indret va ser lloc de processons i pregàries, així cada 13 de maig, per Sant Pere Regalat, des del peu de la creu, el capellà que presidia la processó, feia la benedicció del terme per preservar-lo de tota mena d'epidèmies i mals als conreus, la gent plantava rams, que principalment eren d'arç blanc i olivera, a totes les finques i diferents llocs. Una segona processó es feia el 3 de maig, dia de la invenció de la Santa Creu.